# Sin piedad (película de 1991)
Sin piedad (título original: Uncaged) es una película estadounidense del género suspenso de 1991, dirigida por Lisa Hunt, escrita por Joan Freeman, Robert Alden y Catherine Cyran, musicalizada por Terry Plumeri, en la fotografía estuvo Flavio Martínez Labiano y los protagonistas son Leslie Bega, Jeffrey Dean Morgan y Pamella D’Pella, entre otros. El filme fue producido por Concorde-New Horizons y se estrenó el 5 de abril de 1991.

## Sinopsis
Miki y su hermano menor abandonan su peligroso hogar y se van a Los Ángeles. En esa ciudad conocen a Sharkey, un proxeneta. Miki se enamora de Sharkey y empieza a trabajar para él. Ella está atrapada bajo la personalidad dominante de Sharkey y tiene que hallar una forma de librarse.